# マッティア・カルダーラ
マッティア・カルダーラ（Mattia Caldara, 1994年5月5日 - ）は、イタリア・ベルガモ出身のサッカー選手。モデナFC所属。イタリア代表。ポジションはディフェンダー。

## 経歴
地元ベルガモのアタランタBCでキャリアを開始。プリマヴェーラでのプレーを経て2014年5月18日のカルチョ・カターニア戦でセリエAデビューを果たした。その後2014年夏にセリエBのトラーパニ・カルチョへ、2015年夏にはACチェゼーナへそれぞれ1年間のレンタル移籍を果たした。
2016-17シーズン、ジャン・ピエロ・ガスペリーニ監督にスタメンで抜擢され、アタランタの活躍に貢献。その活躍が認められ、1500万ユーロの移籍金でユヴェントスFCへの移籍が決定。契約は2021年まで。なお、2018年6月30日まではレンタルの形でアタランタに残留する。
2017-18シーズン後、ユヴェントスに加入し、プレシーズンの試合にも出場したが、2018年8月2日、ACミランへ5年契約で移籍することが発表された。ユヴェントスFCはACミランと移籍金3500万ユーロを2年間で支払うことで合意したと発表した。同時にユヴェントスは出戻りの形でレオナルド・ボヌッチを同額で獲得しており、実質ボヌッチとのトレードともいえる。背番号はかつてチアゴ・シウバが着用していた33番。
2018-19シーズンはアキレス腱の部分損傷や左ひざ前十字じん帯の断裂など度重なるケガに悩まされて長期離脱を余儀なくされた。
2020年1月12日、アタランタBCに18ヶ月のローン移籍で復帰することが発表された。
2021年8月9日、ヴェネツィアFCへローン移籍することが発表された。
2022年7月17日、スペツィア・カルチョへ買取オプション付きでローン移籍することが発表された。
2023年9月18日、ACミランはカルダーラが右足首の手術を受け、クラブ医師ルシオ・ジェネシオの監督の下、ジャコモ・ザノン医師によって行われたことを発表した。 関節鏡手術は完全に成功し、回復期間は約3か月と推定。2024年5月25日、セリエA第38節（最終節）USサレルニターナ戦にて後半58分、マッテオ・ガッビアと交代で途中出場、ミランデビューを果たした。2024年6月30日付でACミランを退団した。
2024年7月2日、モデナFCへの加入が発表された。

## 成績

### クラブ成績
2024年5月26日現在
| クラブ              | ディビジョン | シーズン | リーグ | リーグ | カップ | カップ | UEFA | UEFA | その他 | その他 | シーズン通算 | シーズン通算 |
| クラブ              | ディビジョン | シーズン | 出場   | 得点   | 出場   | 得点   | 出場 | 得点 | 出場   | 得点   | 出場         | 得点         |
| ------------------- | ------------ | -------- | ------ | ------ | ------ | ------ | ---- | ---- | ------ | ------ | ------------ | ------------ |
| アタランタ          | セリエA      | 2013-14  | 1      | 0      | 0      | 0      | –    | –    | –      | –      | 1            | 0            |
| トラーパニ (loan)   | セリエB      | 2014-15  | 20     | 2      | 1      | 0      | –    | –    | –      | –      | 21           | 2            |
| チェゼーナ (loan)   | セリエB      | 2015-16  | 27     | 3      | 2      | 0      | –    | –    | –      | –      | 29           | 3            |
| アタランタ (loan)   | セリエA      | 2016-17  | 30     | 7      | 1      | 0      | –    | –    | –      | –      | 31           | 7            |
| アタランタ (loan)   | セリエA      | 2017-18  | 24     | 3      | 2      | 0      | 8    | 0    | –      | –      | 34           | 3            |
| アタランタ (loan)   | 通 算        | 通 算    | 54     | 10     | 3      | 0      | 8    | 0    | 0      | 0      | 65           | 10           |
| ミラン              | セリエA      | 2018-19  | 0      | 0      | 1      | 0      | 1    | 0    | –      | –      | 2            | 0            |
| ミラン              | セリエA      | 2019-20  | 0      | 0      | 0      | 0      | –    | –    | –      | –      | 0            | 0            |
| ミラン              | 通 算        | 通 算    | 0      | 0      | 1      | 0      | 1    | 0    | 0      | 0      | 2            | 0            |
| アタランタ (loan)   | セリエA      | 2019-20  | 14     | 0      | 1      | 0      | 3    | 0    | –      | –      | 18           | 0            |
| アタランタ (loan)   | セリエA      | 2020-21  | 6      | 0      | 2      | 0      | 1    | 0    | –      | –      | 9            | 0            |
| アタランタ (loan)   | 通 算        | 通 算    | 20     | 0      | 3      | 0      | 4    | 0    | 0      | 0      | 27           | 0            |
| ヴェネツィア (loan) | セリエA      | 2021-22  | 31     | 1      | 2      | 0      | –    | –    | –      | –      | 33           | 1            |
| スペツィア(loan)    | セリエA      | 2022-23  | 20     | 0      | 2      | 0      | –    | –    | –      | –      | 22           | 0            |
| ミラン              | セリエA      | 2023-24  | 1      | 0      | 0      | 0      | 0    | 0    | –      | –      | 1            | 0            |
| 総通算              | 総通算       | 総通算   | 174    | 16     | 14     | 0      | 13   | 0    | 0      | 0      | 201          | 16           |

### 代表成績
2024年5月26日現在
国際Aマッチ 2試合 0得点（2018年- ）
| イタリア代表 | 国際Aマッチ | 国際Aマッチ |
| 年           | 出場        | 得点        |
| ------------ | ----------- | ----------- |
| 2018         | 2           | 0           |
| 通算         | 2           | 0           |